# Spilosoma pelopea
Spilosoma pelopea là một loài bướm đêm thuộc phân họ Arctiinae, họ Erebidae.